# 宮福鉄道MF100形気動車
宮福鉄道MF100形気動車（みやふくてつどうMF100がたきどうしゃ）は、宮福鉄道（その後北近畿タンゴ鉄道に改称）が開業時に導入した気動車である。上下分離に伴い2015年（平成27年）4月1日からはWILLER TRAINS（京都丹後鉄道）が運用している。
本項では、イベント対応車として一部の仕様が異なるMF200形気動車についても記述する。

## 概要
1988年、北近畿タンゴ鉄道の前身である宮福鉄道が宮福線を開業させた際に、富士重工業で製造した車両で、同社の開発した軽快気動車LE-DCシリーズの一種である。
1988年4月に一般車MF100形が4両 (101 - 104) 、イベント対応車MF200形が2両 (201 - 202) 製造された。
なお、「MF」は旧社名の「宮福」を略したもので、社名変更の名残となっている。

## 構造

### 車体
富士重工業の地方鉄道向け車両「LE-DCシリーズ」であり、車体は全長16.5m （車体長16m）、幅2.7mの全溶接構造の普通鋼に、耐寒耐雪対策付車両であるため、外板は2.3mmの高耐候性鋼板SPAを使用しており、スイスの山岳鉄道を模したデザインで、車体正面は貫通形で、ヘッドライトが前照灯（前部標識灯）と後部標識灯（尾灯）を一つの円形ライトケースに収めているのが特徴的である。
MF100形はボディーカラーが深緑色（千歳緑）、MF200形は深赤色（鳶赤色）であるが、これは宮福線沿線に位置する大江山の鬼伝説にちなんだもので、前者は青鬼を、後者は赤鬼をそれぞれイメージしている。

### 車内
側出入口または側引戸は車体両端2箇所に片開きドアを設け、旅客乗降口の幅は850mmであり、運転室は半室構造で乗客の監視を容易にし、客室には運転室横に整理券発行機やワンマン運転用の機器を、運賃箱は客室側に回転させれるように配置、車内・車外にはスピーカーを4個ずつ設置した 。
車内は、床には表面に茶褐色の塩化ビニル樹脂を張り、厚さは25mmの防音構造とし、内装化粧板はクリーム系合成樹脂板を用い、客室内天井灯は蛍光灯を12箇所と出入台灯を4箇所設置している。
なお、200番台の天井照明はシャンデリアを設けた。
座席は新幹線200系電車と同様の回転機構付き簡易リクライニングシートを使用しており、シートピッチは1,027mmで1＋2列で配置され、定員は80人（うち座席27人）であり、モケットは緑色をベースに黒色の細格子縞とし、MF200形は、モケットは煉瓦色をベースに黒色・茶色・橙色の小紋柄としており、普通列車用の車両としてはグレードが高い装備である。
側窓は、上段は固定、下段は上昇下降できる構造であり、カーテンは横引き式とした。
また、全車両トイレは設置されていない。
また、200番台にはカラオケ機器用電源やビデオディスプレイ用電源を装備している。

### 走行装置
走行用ディーゼルエンジンは新潟鐵工所（現・IHI原動機）製の6H13AS (184 kW（250 PS) を1基搭載しており、液体変速機は、変速2段・直結1段の 新潟コンバーター製のTACN-22-1100を搭載している。
台車は空気バネ支持で、車輪径は722mmの2軸駆動台車であり、動力台車形式はFU34FD、付随台車形式はFU34FTである。
制動装置は、応荷重装置付きのDE1A自動空気ブレーキを採用し、勾配を下る場合に使用する抑速ブレーキには、機関排気ブレーキとリダーダーブレーキを併用し、自動スキマ調整装置を備え、安全の確保と制輪子の摩耗を減少を図っている。
また、総括制御用ジャンパ連結器を備え、JRの一般型気動車とも併結可能である。
2017年にはこの機能を活用し、キハ40系との連結運転を行っている。

### 空調装置
暖房装置は、運転席に能力5.1kW（4,400 kcal/h）のエンジン排熱を利用した温風式が2基、客室に能力5.3kW（4,600kcal/h）のエンジン排熱を利用した温風式が腰掛下に6基搭載されている。
冷房装置は、能力25.6 kW（22,000 kcal/h）のエンジン直結方式が1基搭載されている。

#### リニューアル
MF100形とMF200形全車に対してリニューアル工事を実施し、外観の扉部分が黄色・水色・ピンク色に塗装されている。

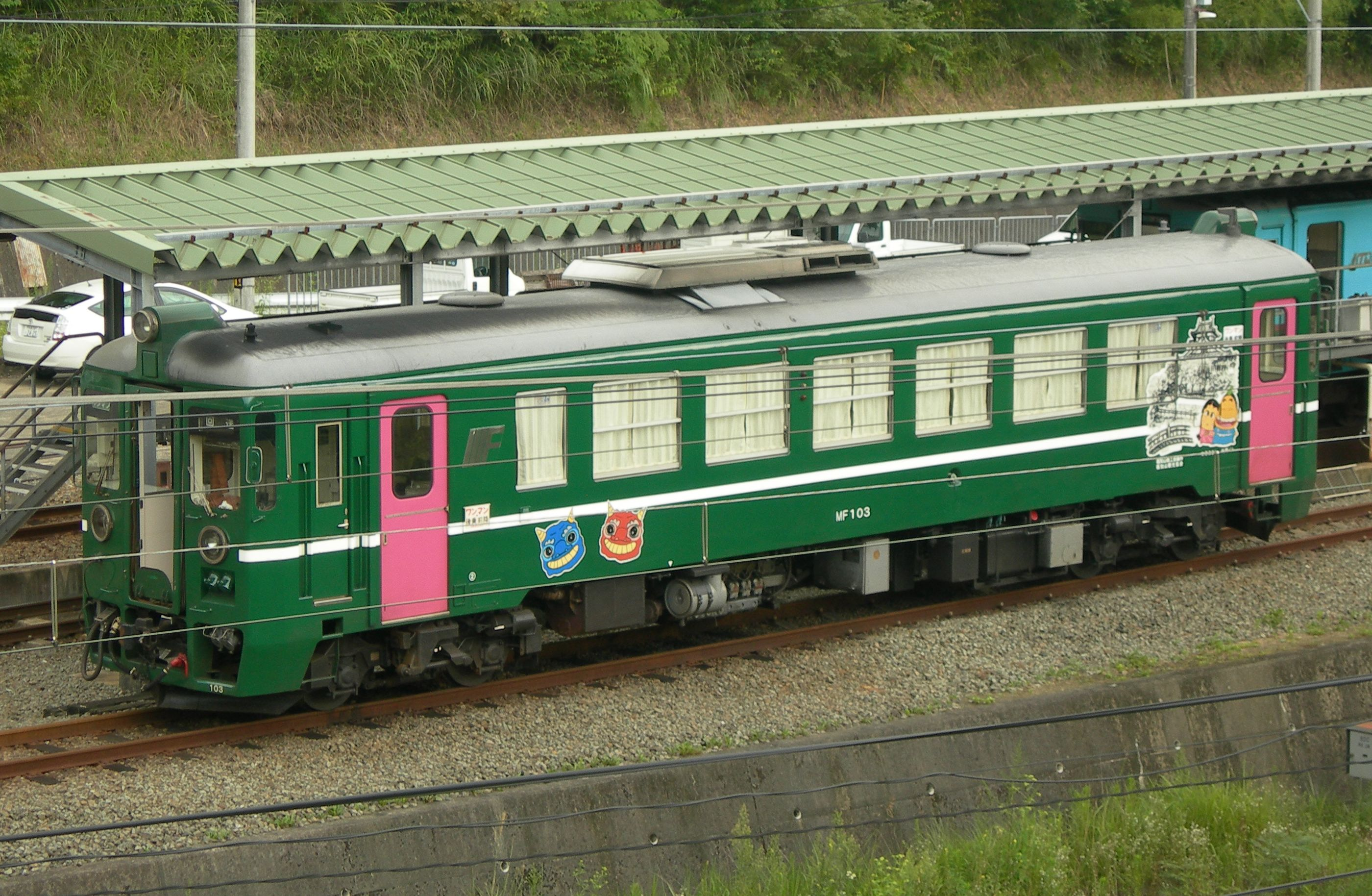
MF100形リニューアル車
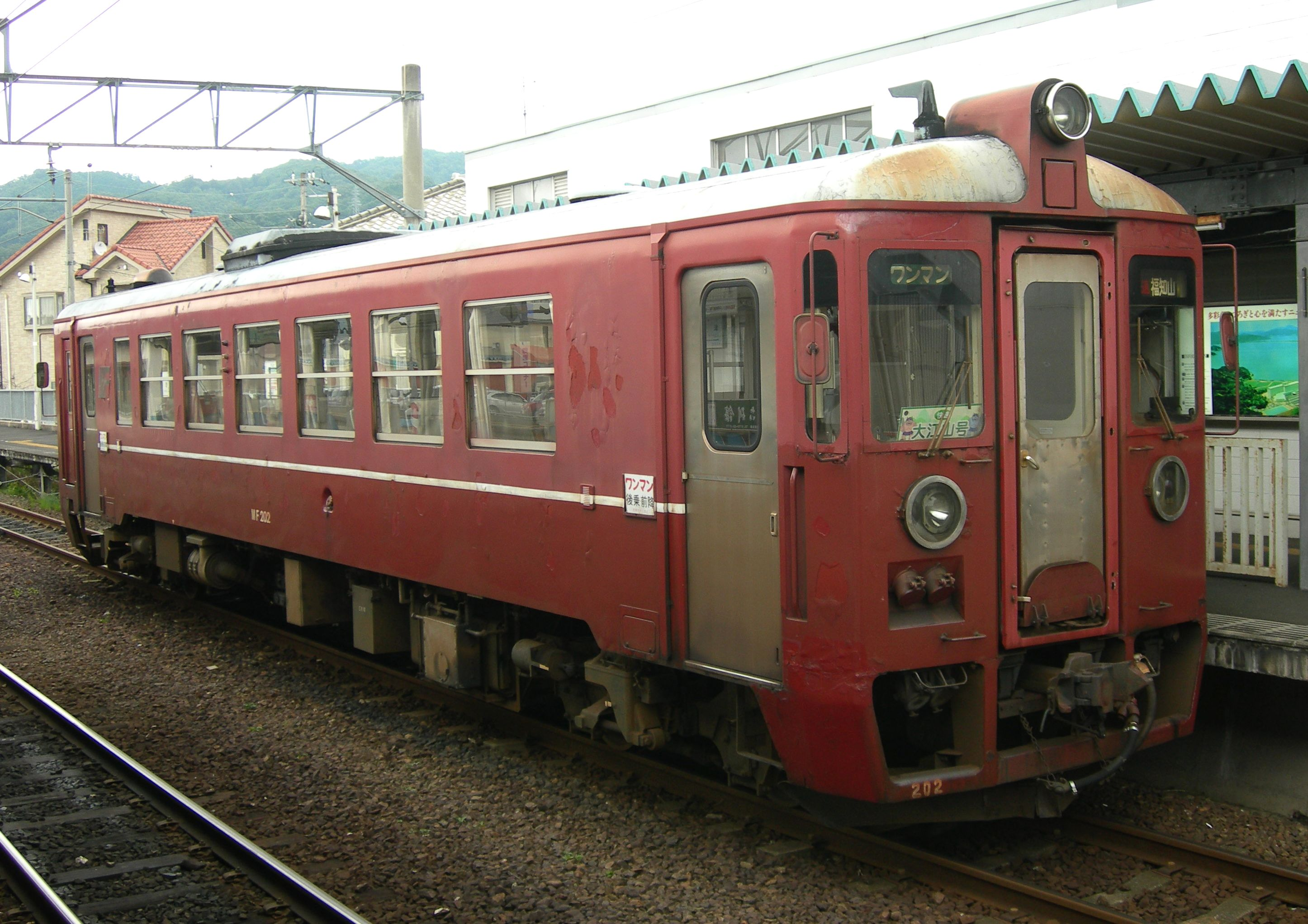
MF200形（非リニューアル車）
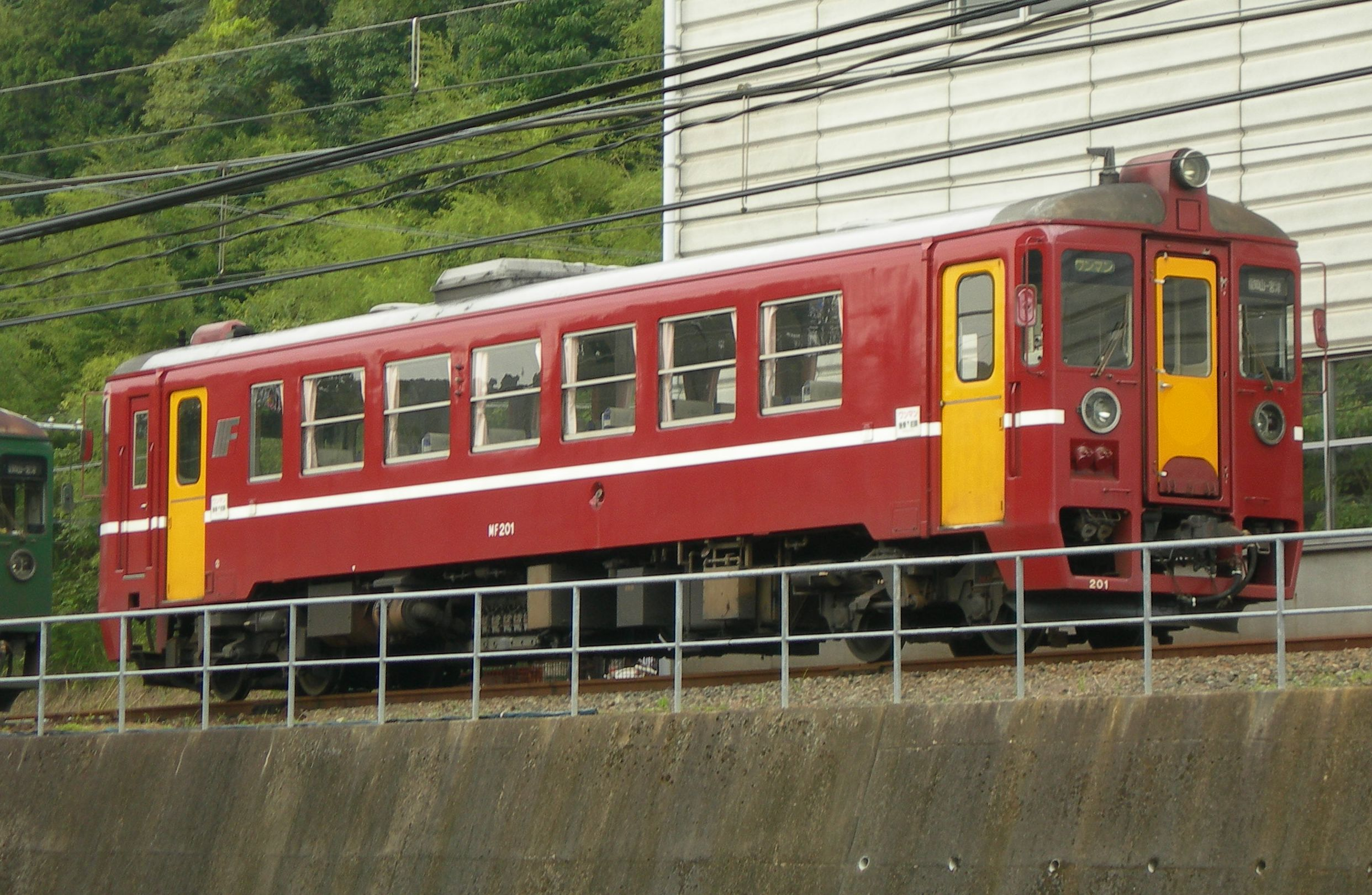
MF200形リニューアル車
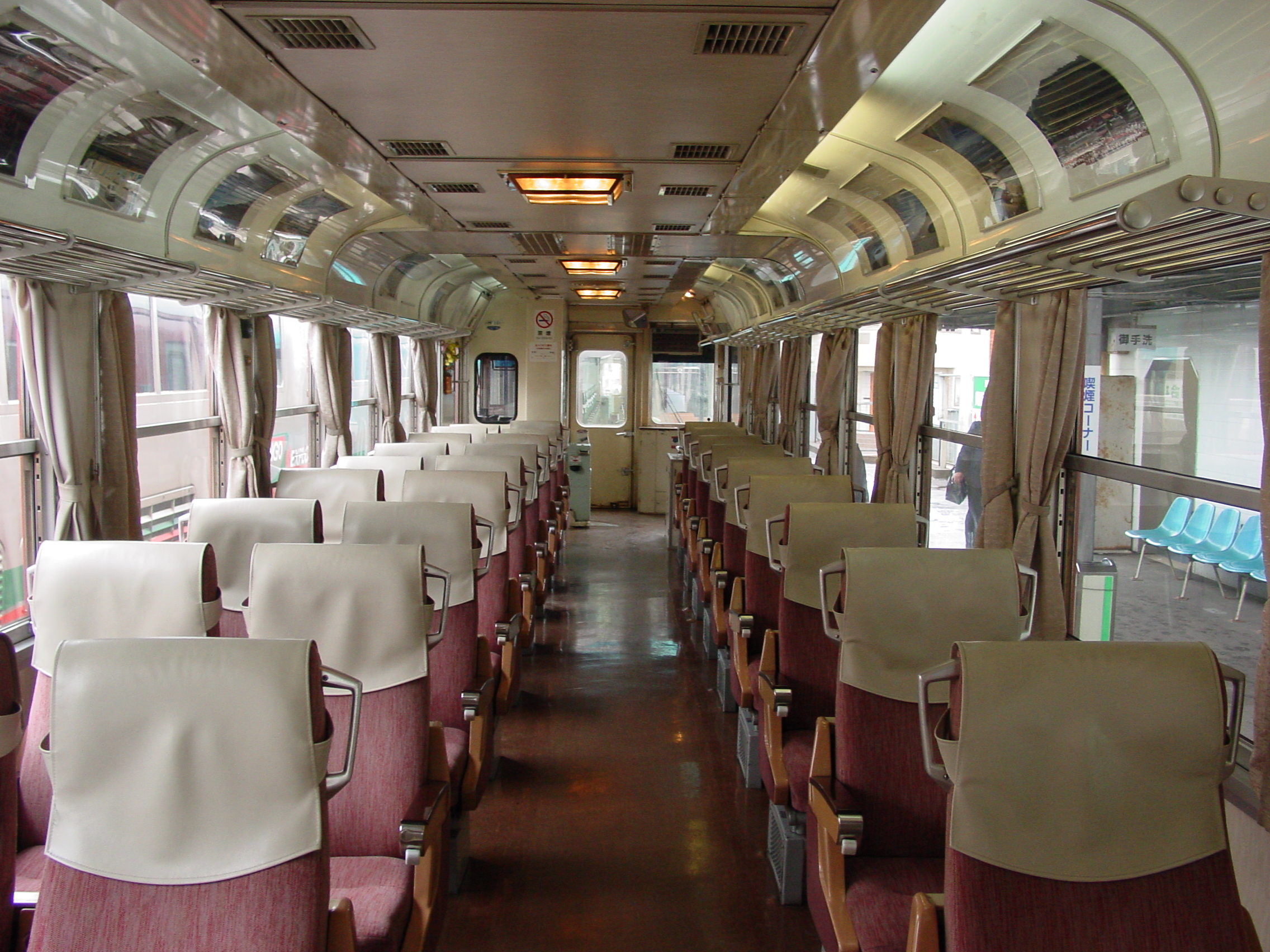
MF200形車内
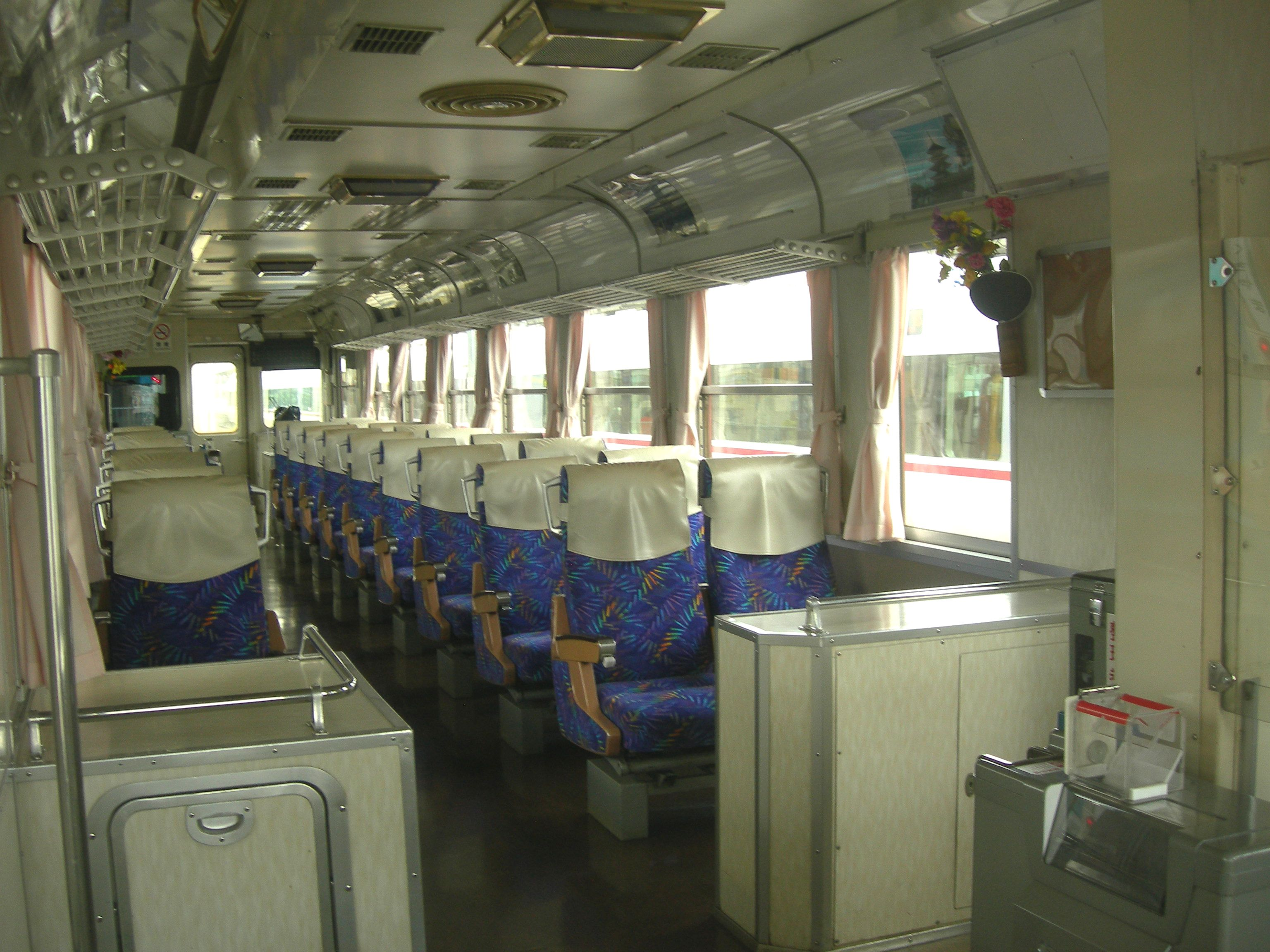
MF200形リニューアル車車内
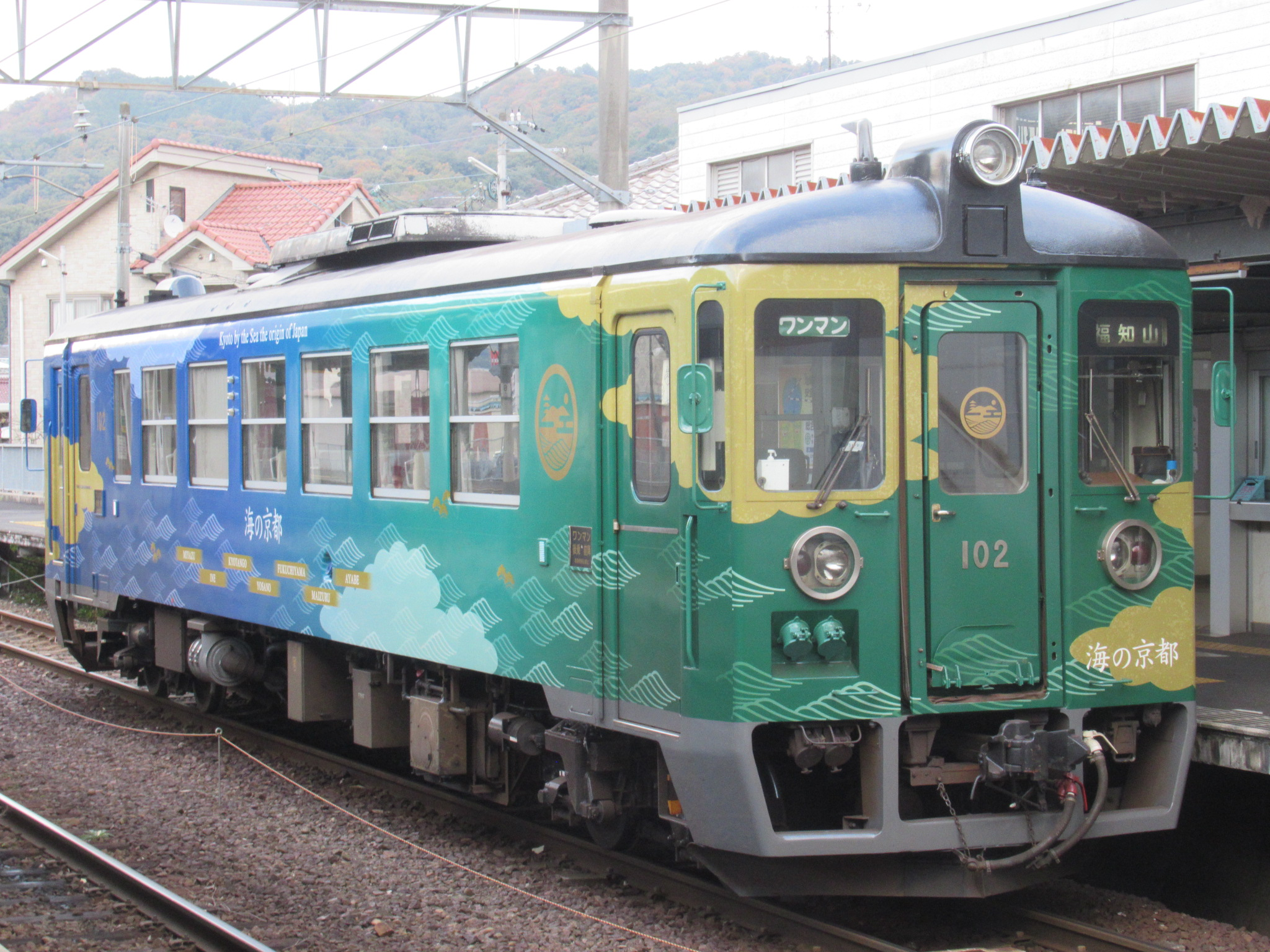
MF102「海の京都トレイン」

## 車両配置と運用線区
6両すべてが福知山運転支区に配置された。おもに宮福線内において単行または2両編成で使用されたほか、宮津線用のKTR700形・KTR800形と連結して2両または3両編成で運転されたこともあった。
2019年（令和元年）度以降、KTR300形の導入によって本形式には廃車が発生している。2021年2月のMF201廃車に伴ってMF200形は形式消滅し、2024年現在はMF102の1両のみが残存する。
MF102は2022年に大阪車輌工業で内外装のリニューアル改造が実施され、同年9月より「海の京都」仕様として、普通列車として運用されている。
| 車両番号 | 廃車時期     |
| -------- | ------------ |
| MF101    | 2022年3月    |
| MF102    | 現役         |
| MF103    | 2021年2月    |
| MF104    | 2020年2月    |
| MF201    | 2021年2月    |
| MF202    | 2019年2月1日 |